# HEY Knokke-Heist

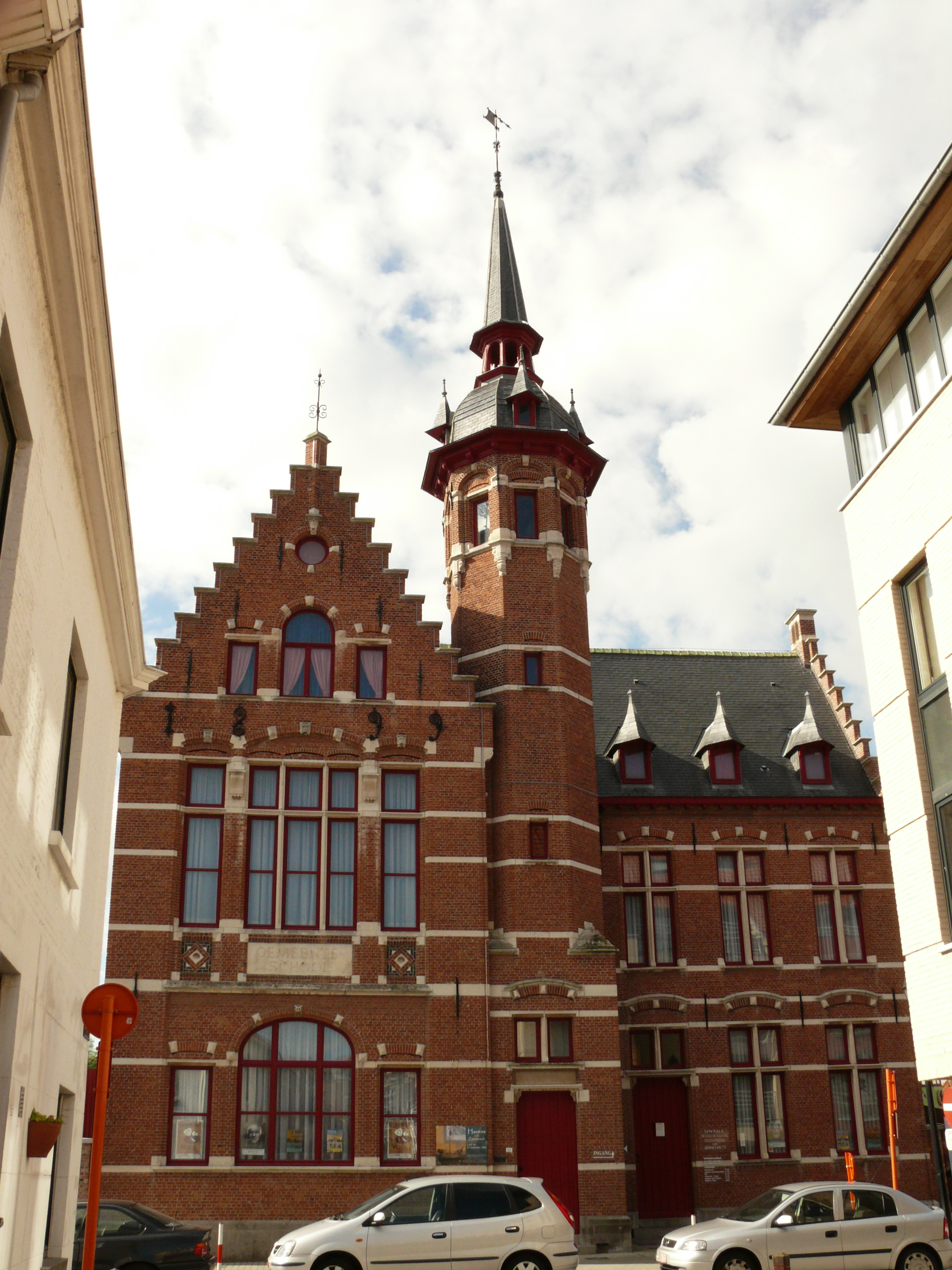
Sincfala

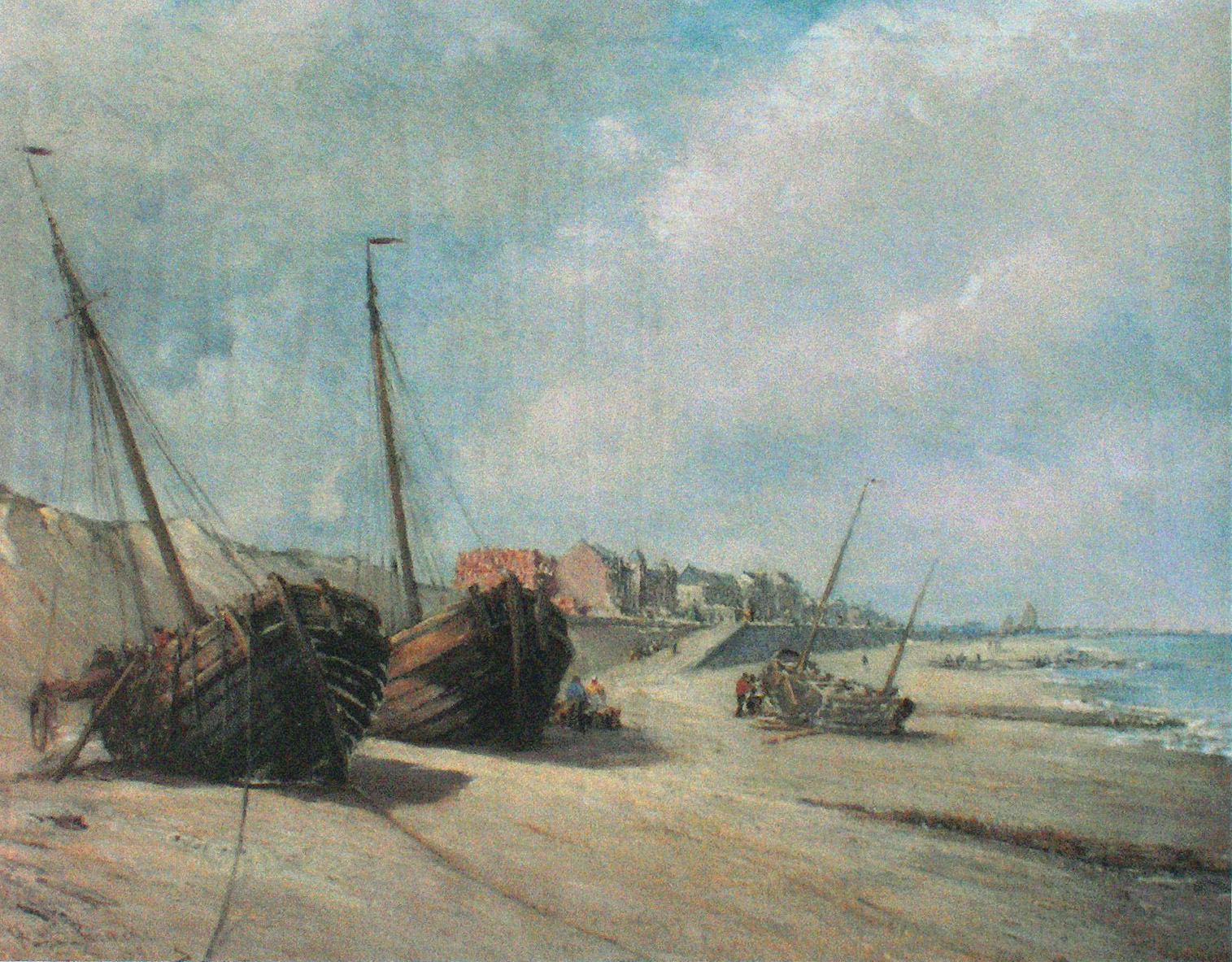
Vissersboten op het strand van Heist (1891) (1891) door Henri Permeke

HEY (ook HEY Museum of HEY Knokke-Heist) is sinds 2024 de naam van het museum over en in de West-Vlaamse gemeente Knokke-Heist. Het is de nieuwe vorm van het heemkundig museum Sincfala na de renovatie van het gebouw.

## Geschiedenis

### Sincfala
Sincfala was de naam van het museum tussen 2000 en 2022.
In het museum stond de tweeduizendjarige geschiedenis van de Zwinstreek en het harde leven van de vissers en hun familie centraal.
Het museum was vernoemd naar de Sincfal, het voormalige gebied van zeegeulen en eilanden op de plaats van de huidige monding van de Westerschelde.

## Geschiedenis van het museum
Het Heemkundig Museum Sincfala is gevestigd in een oud neogotisch en geklasseerd schoolgebouw. Het gebouw werd opgetrokken in 1899 volgens plannen van architect René Buyck (1850-1923) in het hartje van een visserswijk in Heist. Het gebouw getuigt van de toen gangbare neogotische stijl, die ook werd toegepast in het Gemeentehuis van het voormalige Knokke, dat dateert uit 1913. Een sierlijk achthoekig torentje, de keuze voor een typische Brugse trapgevel in voor- en zijgevel, het veelvuldig gebruik van witsteen en roodbruine paramentstenen in kruisverband, de drie dakkapellen boven de voormalige woonst van de hoofdonderwijzer vallen onmiddellijk op.
Naast de onderwijsfuncties kreeg het gebouw ook tijdelijk een taak als Gemeentelijke Openbare Bibliotheek en vanaf 1970 werden de lokalen beneden ter beschikking gesteld als museum. In 1960 stichtte de Heemkring voor de Zwinstreek Sint-Guthago haar poldermuseum te Lissewege. Dit poldermuseum barstte na een aantal jaar uit zijn voegen en verhuisde naar de nieuwe fusiegemeente Knokke-Heist.
Het nieuwe museum kreeg de naam Heemkundig Museum Sincfala. Sincfala is de oudste naam van de zee-inham het Zwin. Het oude schoolgebouw werd als monument beschermd op 30 oktober 1985 en onderging eind jaren 80 een grondige renovatie. Vanaf 1998 kreeg de presentatie in het museum de broodnodige facelift. Op 23 juni 2000 werd het museum feestelijk heropend.
De meer recente ontwikkelingen in de visserij, zijn zoals alle elektronica, al heel snel verouderd; zulke "afdankertjes" komen dan ook weleens in het Museum Sincfala terecht: radiotelefonie, deca, sonar, radar,...
Folklore en de voor de hand liggende link met het toerisme krijgen ook aandacht in de vorm van affiches en foto's. Een bijzondere aandacht krijgen de Heistse Klakkertjes en een échte wassen replica van hun stichteres Lea.

## Indeling van het museum
Het museum is verdeeld in drie grote delen:
- Het oude neogotische schoolgebouw - Het vissersleven aan wal en aan boord
- De museumtuin
- Het bezoekerscentrum - 2000 jaar Zwinstreek